# Arnold Pannartz és Canrad Sweynheym
Arnold Pannartz és Conrad Sweynheym két nyomdász volt a 15. században, akik Johannes Gutenberghez és találmányához, a mozgatható betűelemekkel való könyvnyomtatáshoz köthetőek.

## Hátterek
Arnold Pannartz talán Prágából, Conrad Sweynheym pedig a Mainz melletti Eltville-ből származott. Gottfried Zedler úgy vélte (Gutenberg-Forschungen, 1901), hogy Sweynheym 1461–1464-ben Johannes Gutenberggel dolgozott Eltville-ben. Nem ismert, hogy Pannartz kapcsolatban állt-e a németországi Sweynheymmel. Az biztos, hogy ők ketten vitték Olaszországba Gutenberg találmányát, a mechanikus mozgatható nyomdagépet. Pannartz 1476 körül, Sweynheym 1477-ben halt meg.

### Nyomdai munka
A subiacoi bencés apátság volt az olasz nyomdászat bölcsője. Valószínűleg Giovanni Turrecremata bíboros, aki Subiaco apátja volt, hívta Itáliába a két nyomdászt akik 1464-ben érkeztek. Az első könyv, amit Subiacóban nyomtattak, egy Donatus volt; azonban nem maradt fenn. Az első, Olaszországban nyomtatott könyv, amely fennmaradt, a Cicero, De Oratore, amely 1465. szeptember 30. előtt készült el, egy példányban, amely jelenleg Moszkvában, az Orosz Állami Könyvtárban található. Ezt követte Lactantius, a De divinis institutibus 1465 októberében és Agoston De civitate Dei (1467). Subiaco e négy benyomása különösen fontos, mert elhagyják a korai német könyvek Blackletterét. Olaszországban a római karaktereket követték. Pannartz és Sweynheym azonban nem tiszta, hanem csak „félig római” típust produkált Blackletter-szerű tulajdonságokkal.